# أندرو ماكفرلين
أندرو ماكفرلين (بالإنجليزية: Andrew McFarlane)‏ هو متسابق دراجات نارية أسترالي، ولد في 30 مايو 1977، وتوفي في 2 مايو 2010.